# Empis liberialis
Empis liberialis är en tvåvingeart som beskrevs av Collin 1933. Empis liberialis ingår i släktet Empis och familjen dansflugor. Inga underarter finns listade i Catalogue of Life.